# レクレ
レクレ (RECRE) は、広島県呉市に所在するショッピングセンター。2005年（平成17年）10月21日開業。JR呉駅の操車場跡を再開発して開業した。大和システム株式会社が運営していたが、同社の経営破綻により、現在は株式会社レクレが運営を行っている。
店名は「Recreation & Relax zone」の略語で、地名の「呉」に掛けている。キャッチフレーズは「ココロ タノシイ カラダ ウレシイ 呉のレクレーション ショップタウン」。

## 概要
5階と6階には、中国・四国地方最大規模の温浴施設が整備されている。これは自社で温浴施設を開発していた大和システムが「大和温泉物語」として運営していたものだが、現在は「SPA SOLANI 大和温泉」として営業している。
その他、ダイソー、飲食店などが入店している。
2024年4月14日にユニクロ（2階）、同年5月31日にフタバ図書（1階）がそれぞれ閉店。

## 館内
- 1階 -
- 2階 - 雑貨フロア：ダイソー、ドコモショップ、美容室
- 3階 - 飲食店フロア：魚民、はなの舞、お好み焼き、ラーメン店など
- 4階 - フィットネスフロア：ウイング呉、呉市すこやか子育てセンター、クリニック
- 5・6階 - SPA SOLANI 大和温泉／SOLANIダイニング（旧称：大和温泉物語）

## 交通アクセス
鉄道
- 呉駅から徒歩1分

バス
- 「呉駅前」バス停下車、徒歩約3分
  - 広島バスセンター→呉駅前  約40分（クレアライン経由）
  - 広島空港→ 呉駅前 約90分（空港連絡バス）

船
- 呉中央桟橋ターミナルから徒歩5分